# Asaphidion cyanicorne
Asaphidion cyanicorne é uma espécie de insetos coleópteros pertencente à família Carabidae.
A autoridade científica da espécie é Pandelle in Grenier, tendo sido descrita no ano 1867.
Trata-se de uma espécie presente no território português.